# Slaget vid Shiloh
Slaget vid Shiloh, också känt som Slaget vid Pittsburgh Landing, utspelade sig i Hardin County, Tennessee, 6–7 april 1862, var det ditintills blodigaste slaget under amerikanska inbördeskriget.

## Slaget
Under första dagen lyckades sydstaterna under befäl av general P.G.T. Beauregard, med ett överraskande anfall nästan slå nordsidans trupper totalt. Anfallet genomfördes mycket tidigt på morgonen och sydstatarna stormade in i unionens läger och mötte yrvakna och knappt påklädda fiendesoldater. Under dagen lyckades nordsidan hämta sig något och ett mindre stilleståndskrig tog form. Hade syd fortsatt anfalla hade de troligen kunnat slå ut den federala armén på plats, men de avvaktade istället till morgondagen och genomförde endast ett par mindre framstötar under kvällen. Nordstatarna lyckades dock under den följande natten reorganisera sin trupper samt dra till sig förstärkningar. När sydsidan den följande morgonen återupptog striden möttes de av en förödande artillerield som bröt sönder angreppet. Därefter följde ett omfattande motangrepp från nordsidan, som avgjorde slaget till dennas fördel. I slaget deltog sammanlagt cirka 110 000 soldater varav 23 746 rapporterades som döda, sårade eller saknade efter slaget.